# Юрко Богун
Юрко Богун (пол. Jurko Bohun) — головний персонаж роману Генрика Сенкевича «Вогнем і мечем». Персонаж ґрунтується на історичній постаті Івана Богуна. В екранізації Єжи Гофмана Богуна зіграв російський актор Олександр Домогаров.

## Історія постаті у романі
Козацький полковник та старшина, приятелював з братами Курцевичами, закоханий у Олену Курцевич. Коли дізнався, що вона обіцяна Яну Скшетуському, напав на Розлоги та вбив княгиню та її двох синів. Викрадає Олену з Бару, де її від Богуна заховав Ян Заглоба, та переховує у відьми Горпини.  
Отримує важку рану у поєдинку з Міхалом Володийовським. Наприкінці роману потрапляє у полон з якого його звільняє Ян Скшетуський. Після цього до самої смерті бореться проти польської шляхти. 

## Іван чи Юрко?
Перше питання, яке хвилює читача при зустрічі з персонажем: чому саме Юрко Богун, а не Іван? Володимир Боніфатійович Антонович підкреслював про те, як Сенкевич дуже невдало намагається пародіювати українську мову, а також зазнає величезну кількість помилок у найменуваннях. "Імена осіб і місцевостей підлягали таким перерібкам для зміцнення сьогож місцевого колориту: так обозний ґенеральний Герасим Чернота перехрещений в "Еразма", полковник Іван Богун в "Юрка"... завявляють ся особи з такими прізвищами, яких повернути не можна...".
Цілком ймовірно, що Сенкевич вибрав прізвище "Богун" лиш через його знаність серед читачів. Натомість, його образ — це більш як уособлення загального козацького образу в свідомості Сенкевича. Про це говорить, зокрема, уривок у якому прямо вказується, що Юрко Богун у романі є "'єдиним із воєначальників, що уособлював козака-лицаря". Та попри неодзночне та викривлене відображення Івана Богуна в романі Генріка Сенкевича, цей антогоніст дійсно може викликати якусь певну дуже крихку, однак симпатію до нього. Цікаво також те, що саме цей образ нестримного Богуна  також протиставляли героям усього ХІХ ст.. У більшості вони були "культурно-розважливими комбінаторами", що "ніколи не рвуть вузли, тільки завжди хочуть їх помалу і обережно розплутати".
 

Зрештою, остаточно літературно-мистецький образ Богуна був завершений при екранізації роману Єжи Гофманом у 1999 році, де Юрка Богуна зіграв російський актор Олександр Домогаров. Із того часу українська література, на жаль, не змогла дати настільки сильного мистецького уособлення найвидатнішого полковника Богдана Хмельницького. І попри свою неоднозначність та далекість від реального Івана Богуна, сенкевичовий Юрко лишається найбільш яскравим та харизматичним уособленням вінницького полковника.